# Panhard & Levassor Type X

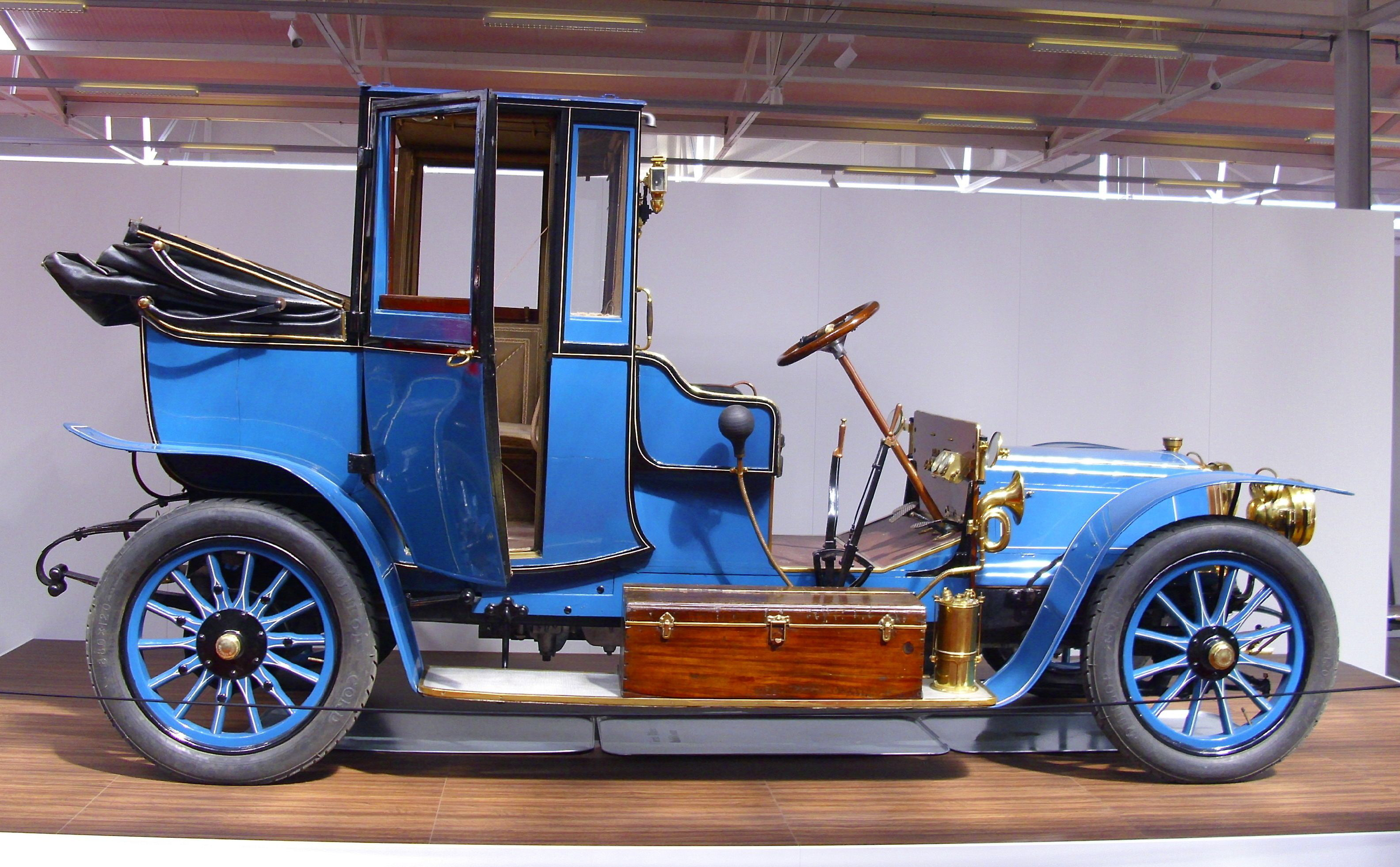
Als Landaulet

Der Panhard & Levassor Type X ist ein Pkw-Modell. Hersteller war Panhard & Levassor in Frankreich.

## Beschreibung
Die Fahrzeuge haben einen von Arthur Constantin Krebs entwickelten Ottomotor. In den Motorcodes „T4E“ und „T4R“ steht das „T“ für diesen „Centaure allégé“ genannten Motor und die „4“ für die Anzahl der Zylinder.
Zwei Motorgrößen standen zur Wahl. Beides sind Vierzylinder-Reihenmotoren mit einzeln gegossenen Zylindern. Der kleinere hat 80 mm Bohrung, 120 mm Hub und 2413 cm³ Hubraum. Er wurde auch 10 CV genannt. Der größere hat 90 mm Bohrung, 130 mm Hub, 3308 cm³ Hubraum und war mit 15 CV eingestuft.
Es war das erste Modell des Herstellers mit Kardanantrieb, was auch am „X“ in der Typenbezeichnung sichtbar gemacht wurde. Das Getriebe hat vier Gänge.
Der Radstand beträgt zwischen 277 cm und 313 cm.
Bekannt sind Aufbauen als Doppelphaeton, Limousine und Landaulet.
Die Produktion der kleineren Variante lief von 1908 bis Januar 1910. In den einzelnen Kalenderjahren wurden 40, 64 und 1 Fahrzeuge gefertigt. Die andere Ausführung gab es von Oktober oder November 1907 bis Anfang 1913. Sie war mit 3, 91, 217, 274 und 222 Fahrzeugen in den ersten fünf Jahren erfolgreicher. In Summe sind das 912 Fahrzeuge, von denen 276 exportiert wurden.
Im Laufe des Jahres 1913 folgte der ähnliche Type X11 der größeren Variante des Type X. Bis März 1912 entstanden weitere 43 Fahrzeuge, davon 16 für den Export. Eine Aufteilung dieser Zahlen auf dieses oder jenes Modell ist nicht möglich.
Vorgänger waren Type S und Type I. Nachfolger wurde der Type X5 für die schwächere Variante und der Type 11 für die stärkere Variante.